# ОШ „Гојко Друловић” ИО Негбина
ОШ „Гојко Друловић” ИО Негбина, насељеном месту на територији општине Нова Варош, основана је 1899. године, данас је као издвојено одељење, у саставу ОШ „Гојко Друловић” у Радоињи.

## Историја школе
Школа у Негбини спада међу најстарије просветне установе у златиборском крају. Школска зграда, у којој се школа и данас налази, саграђена је 1906. године. Први учитељ био је Милован Кокић. Током Првог и Другог светског рата школа није радила. Након ослобођена школа наставља са радом и од 1970. године ради као осмогодишње издвојено одељење Основне-спомен школе „Гојко Друловић” из Радоиње, док је претходни назив школе био је ОШ „Миленко Марковић”.

## Зграда школе
Школска зграда у Негбини је једноспратна грађевина са високим соклом од грубо тесаног камена. Састављена је од два крила на којима су два фасадна зида декорисана грубо тесаним каменом и спојницама од малтера, док је кров препокривен црепом. Учионице су простране и светле и у школи постоји и учитељски стан, а поред школе се налази асфалтирани спортски терен.